# Route nationale 52 (Luxemburg)
Die Route nationale 52, abgekürzt N52 ist eine luxemburgische Nationalstraße, die vollständig innerhalb des Territoriums der Stadt Luxemburg verläuft.

## Aktueller Verlauf
Sie beginnt im Zentrum (Oberstadt)an der Kreuzung zwischen Boulevard Royal (N ) und Avenue de la Porte-Neuve; verläuft dann weiter in Richtung Luxemburg-Limpertsberg, durchquert den Kreisverkehr Robert Schuman am Grand Theatre de la ville de Luxembopurg und wir ab hier gemeinsam mit der städtischen Tram auf einer Trasse durch die Rue des Glacis entlang des Lycée Robert-Schuman geführt.
Über ein kurzes Stück verläuft die N52 über die Allée Scheffer, wird im weiteren Verlauf über die Rue des Glacis (alter Eicher Berg) geführt, wo sie kurz danach wieder auf die N  einmündet und damit gleichzeitig nach 1,5 km Gesamtlänge endet.

## Entwicklung der N52
Im Jahre 1869 taucht die Bezeichnung N 52 für eine neu zu bauende Verbindungsstraße zwischen der Côte d’Eich und der Stadt Luxemburg, damals rue du Casino.
Der Bau selbst wurde zwischen  1869 und 1875  beschlossen (Mémorial A10/1869 / Mémorial A32/1875) und durchgeführt.
Mittels Gesetz über die Umklassifizierung von Teilen des staatlichen Straßennetzes Ende 1995 ist der neben der N52 gelegene dreieckige Platz (zwischen Rue des Glacis und dem Boulevard Paul Eyschen) in eine Gemeindestraße umgewidmet und damit der Unterhaltungspflicht der Stadt Luxemburg gestellt.

## Bildergalerie

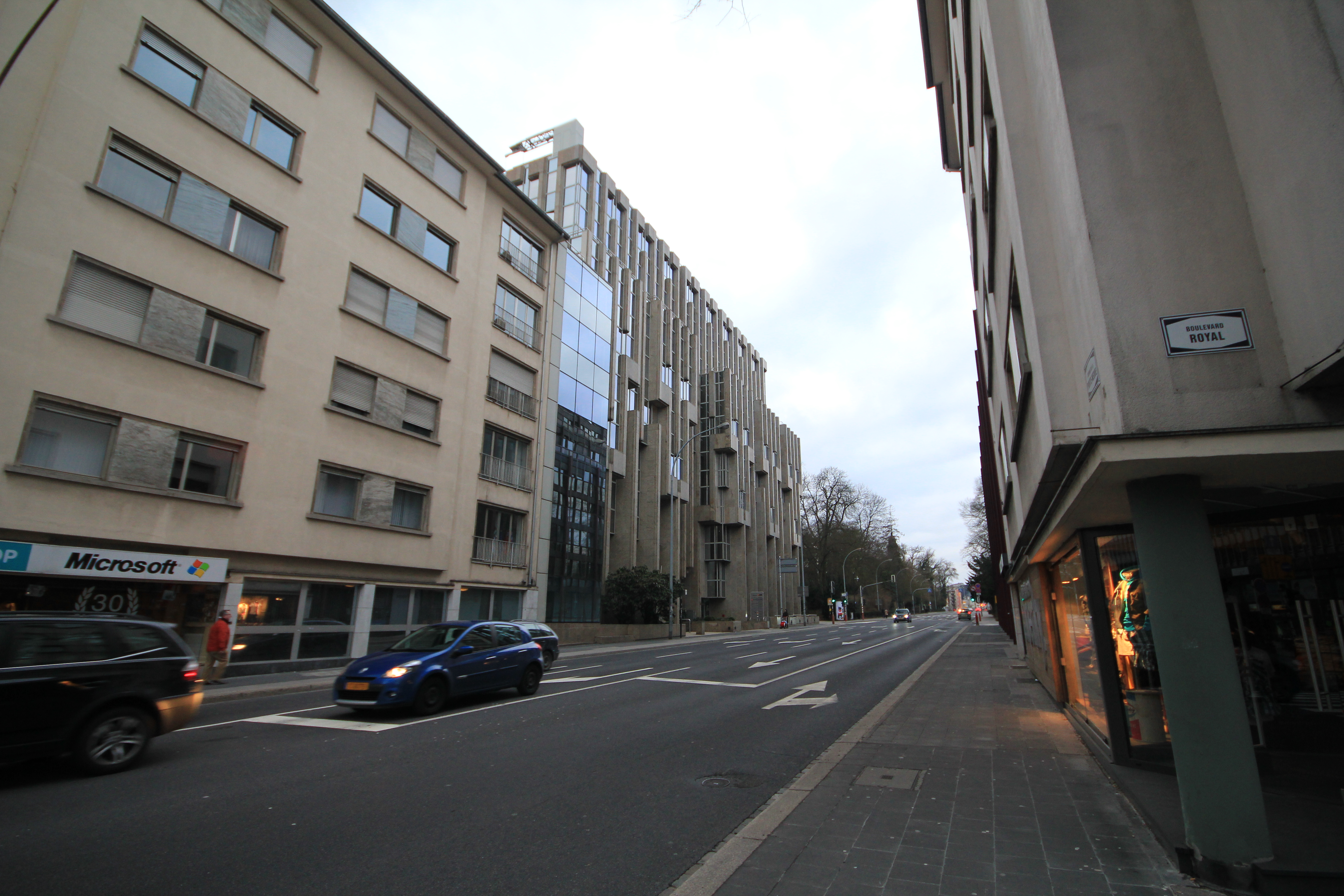
Beginn der N52
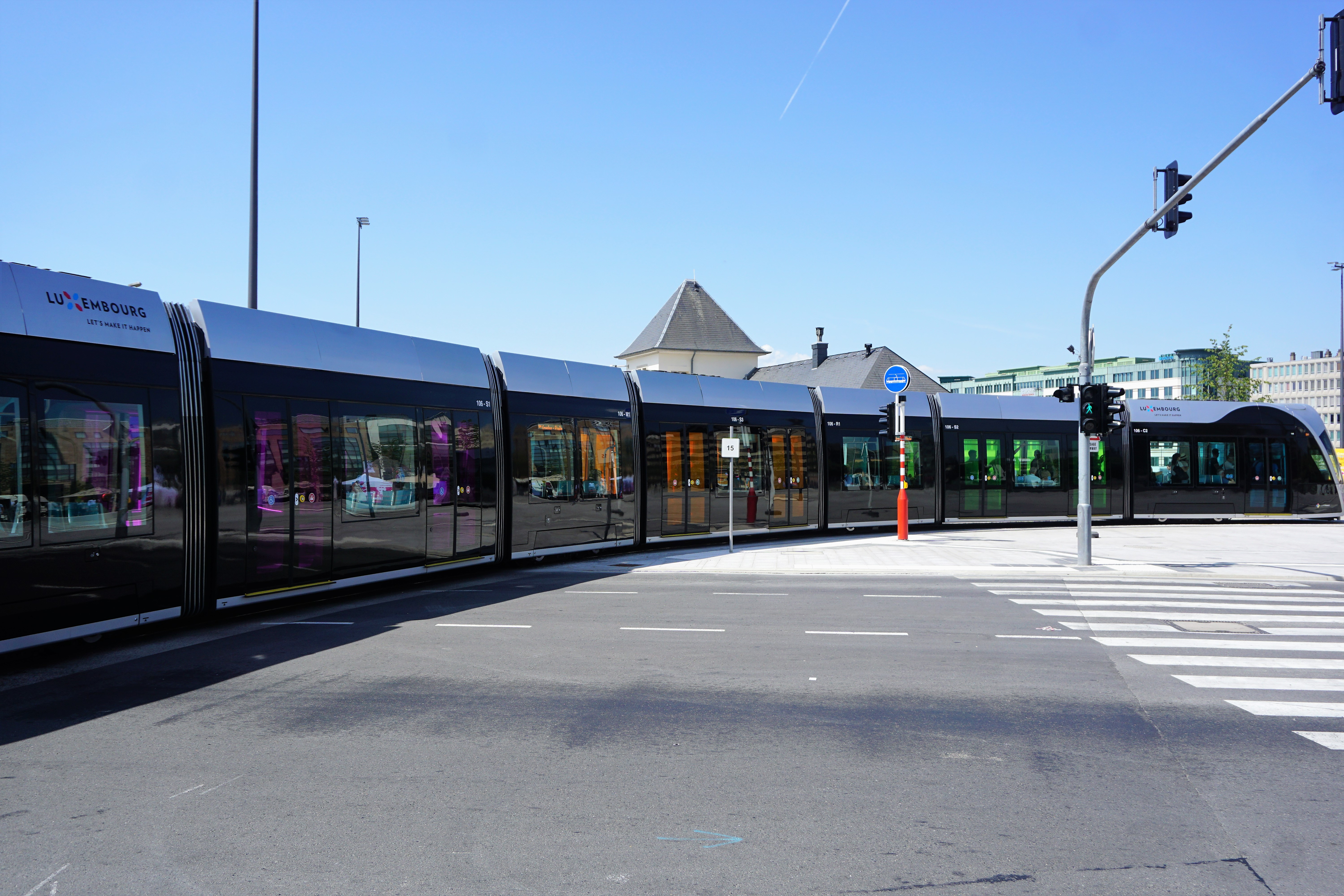
Tram auf der N52 in Höhe des Kreisels Robert Schumann